# MS Adventure of the Seas
MS Adventure of the Seas je norveško-američki brod za krstarenje, izgrađen 2001. u finskom brodogradilištu Kvaerner Masa-Yards (današnji STX Europe) u gradu Turku, za kompaniju Royal Caribbean International. Treći izgrađeni brod iz klase Voyager.

## Izgradnja
Kao i ostali brodovi klase Voyager, Adventure of the Seas projektiran je u uskoj suradnji Royal Caribbeana i brodogradilišta Kvaerner Masa-Yards. Izgradnja je započela 1998., te je iz doka isplovio 5. siječnja 2001., dok su pokusne vožnje održane rujna 2001. Premda su ostali brodovi klase Voyager, Voyager of the Seas, Explorer of the Seas i Navigator of the Seas  u svoje vrijeme bili najveći brodovi na svijetu, radi nešto manje tonaže Adventure of the Seas nije preuzeo taj primat. Isporučen je naručitelju 26. listopada 2001., dok je ceremonija krštenja obavljena u New Yorku 8. studenoga. Na prvo putovanje isplovio je 18. studenoga 2001. Cijena izgradnje bila je 500 milijuna američkih dolara.

## Tehničke karakteristike
Adventure of the Seas dugačak je 310,90 m i širok 47,95 m. Plovi brzinom od 22,5 čvorova (42 km/h), što omogućavaju 6 
Wärtsilä 12V46C dizel motora, ukupne snage 75  600 kW (101 381 ks). Potisak omogućavaju 3 Asea Brown Boveri (ABB) Azipod pogonske elektro-gondole - jedna fiksna, dvije azimutne, ukupne snage 42 MW. Brod također raspolaže s 4 Rolls-Royce/Kamewa pramčana potisnika radi lakšeg manevriranja u lukama.

## Interijeri
Adventure of the Seas raspolaže s 15 paluba, ukupno 1557 kabina od kojih 1077 (69%) s pogledom na more, 757 (49%) s balkonom i 138 (9%) s pogledom na unutrašnji Royal Promenade. Najveći apartman, Royal Suite, prostire se na 110 m², ne računajući balkon s 15 m². Kapacitet putnika je 3114, ili 3840 pri maksimalnoj popunjenosti, što zajedno s posadom od 1180 čini ukupno 5020 ljudi na brodu. Također se ističu 120 m dugačka, 9 m široka i četiri palube visoka središnja šetno-trgovačka paluba (Royal Promenade) oko koje su koncentrirani glavni restorani, trgovački i zabavni centri. Na svakom kraju promenade, kroz 11 paluba uzdiže se atrij s panoramskim dizalima. Brod također raspolaže s kazalištem za 1350 gledaoca. Putnicima je namijenjen niz atrakcija i zabava, među kojima se ističu klizalište na ledu, košarkaška dvorana i zid za planinarenje.

## Destinacije
Od 2001., Adventure of the Seas bazira u San Juanu na Portoriku odakle tjedno isplovljava na četverodnevna do sedmodnevna krstarenja,  tijekom kojih pristaje u Oranjestad na Arubi; Willemstad na Curaçau; Roseau u Dominici; Charlotte Amalie i Saint Croix na Američkim Djevičanskim Otocima; Bridgetown na Barbadosu; Castries u Svetoj Luciji; St. John's na Antigvi i Barbudi i Philipsburg, na Svetom Martinu. Dio sezone također bazira i u španjolskim gradovima Málagi i Barceloni, odakle isplovljava za Palmu de Mallorcu, Ibizu i Tenerife u Španjolskoj, Ajaccio, Toulon i Marseille u Francuskoj i Funchal na Portugalskoj Madeiri.

## Galerija
- Zapovjednički most.
- Jedan od dva velika atrija.
- Royal Promenade.
- Adventure of the Seas na Arubi 2007.
- Southampton 2013
- Southampton 2013
- Southampton 2013

## Vanjske poveznice
- Službena stranica - royalcaribbean.com
- Adventure of the Seas Review - cruisecritic.com   Arhivirana inačica izvorne stranice od 24. rujna 2009. (Wayback Machine)
- Ship-Technology.com
- Adventure of the Seas - from bow to stern - shipparade.com   Arhivirana inačica izvorne stranice od 16. prosinca 2009. (Wayback Machine)
- Aktualna pozicija - seascanner.com   Arhivirana inačica izvorne stranice od 23. kolovoza 2013. (Wayback Machine)
- Raspored paluba - seascanner.com
- Raspored paluba - cruisedeckplans.com